# Nelson Chequer

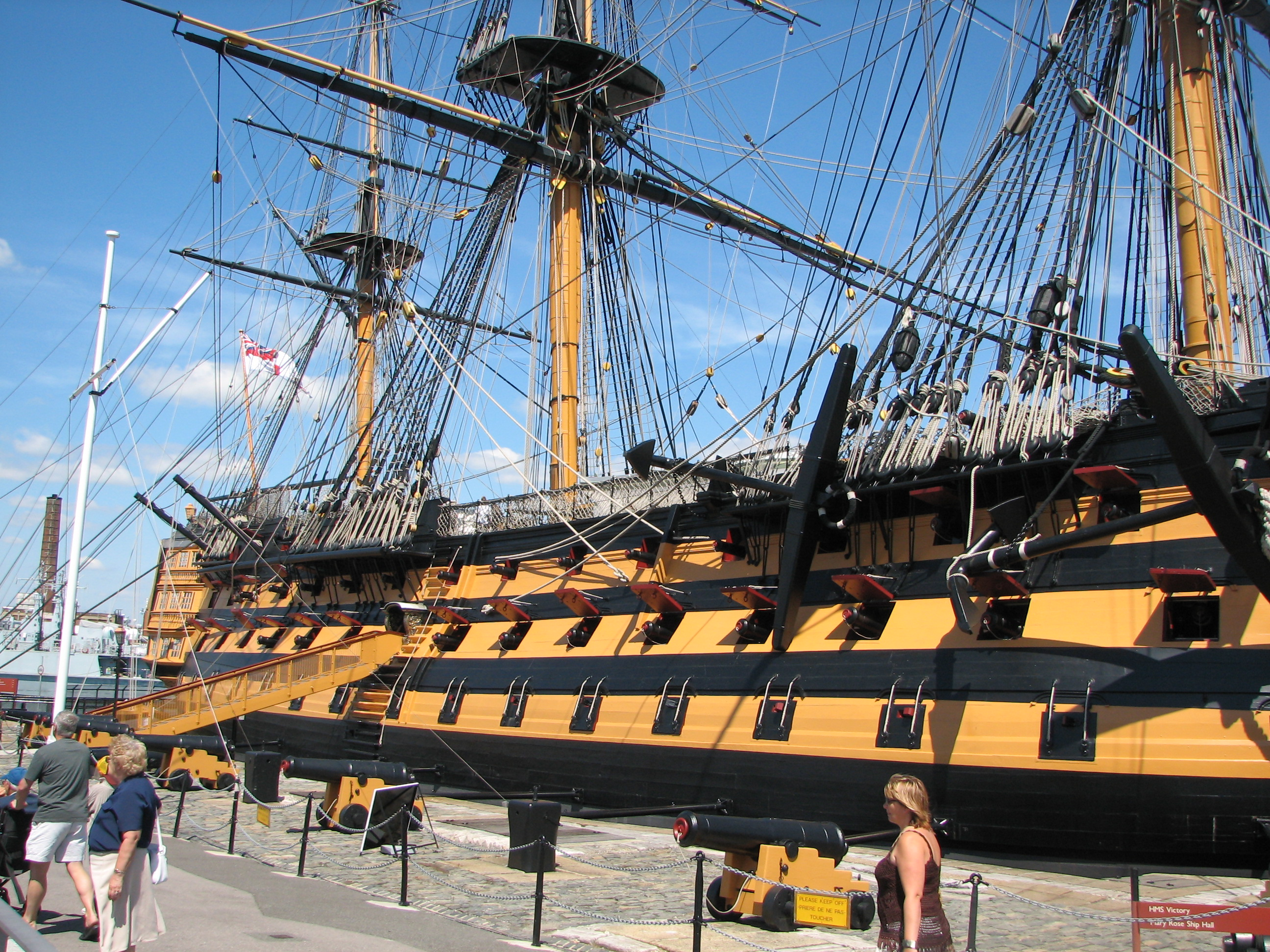
Le et sa peinture sur le flanc.

Le Nelson Chequer (« damier Nelson ») était une peinture particulière adoptée par la Royal Navy pour tous ses navires. Cela était calqué sur celle du navire amiral d'Horatio Nelson, le HMS Victory.
La peinture se compose de bandes de peinture noire et jaune sur les flancs du navire, ainsi que des sabords noirs. Ce dernier point masquant à distance leur éventuelle ouverture.
Nelson utilisait le même style pour tous les navires sous son commandement afin de se distinguer avec plus de certitude en cas de rencontre avec un ennemi. Après la bataille de Trafalgar, tous les navires de la Royal Navy ont généralement adopté cette tendance, bien qu'elle ne soit pas imposée, ce qui permit à certains capitaines d'en changer.
Nelson avait repeint comme cela son navire en 1800 à Chatham.